# Jean-Louis Moncet
Jean-Louis Moncet, né le 30 juillet 1945 à Rabat au Maroc, est un journaliste sportif français, spécialisé dans le sport automobile, commentateur de la Formule 1 sur TF1 et La Cinq puis sur Canal+ et chroniqueur dans le magazine Auto Plus (où il est le chef de la rubrique « sports »), après avoir commenté d'autres sports automobiles.

## Carrière journalistique
- 1969 : correspondant de France Soir régional pour le Sud de Paris ;
- 1971 : rédacteur en chef-adjoint dans la revue Sport Auto avec Gérard Crombac, Jean Lucas, Luc Méloua et José Rosinski ;
- de 1975 à 2012 : chroniqueur de l'émission Automoto ;
- 1990 et 1993 : commentateur des Grands Prix de Formule 1 sur TF1 avec Jean-Louis Bernardelli et Pierre Van Vliet ;
- 1991 et avril 1992 : commentateur des Grands Prix de Formule 1 sur La Cinq avec Patrick Tambay et Éric Bayle ou encore avec Alain Prost ;
- mai et novembre 1992 : commentateur des Grands Prix de Formule 1 sur TF1 avec Pierre Van Vliet et Alain Prost ;
- de 1994 à 2002 : commentateur des Grands Prix de Formule 1 sur TF1 avec Pierre Van Vliet, Alain Prost, Johnny Rives puis Jacques Laffite  ;
- de 2003 à 2012 : commentateur des Grands Prix de Formule 1 sur TF1 avec Jacques Laffite et Christophe Malbranque[1] ;
- mars 2013 : commentateur lors des Grands Prix de Formule 1  sur Canal+ avec Alain Prost, Julien Fébreau et Jacques Villeneuve ;
- mai 2014 : commentateur des essais libres de Formule 1 sur Canal+ Sport ;
- 2016 : spécialiste de la Formule 1 sur RTL.
- 2020 : retraite partielle

## Ouvrages de Jean-Louis Moncet
- La magie Ferrari, Gallimard, coll. « Découvertes Gallimard / Sciences et techniques » (no 337), 1997.
- Formule 1 2007, Éditions 365, 2006 (avec Jean-Philippe Parienté).
- 60 ans de Formule 1, Michel Lafon, 2009.
- Le livre d'or de la Formule 1 2018, Solar, 2018 (préface de Toto Wolff).
- La Formule 1, ma famille, City éditions 2022 (préface d'Alain Prost)